# Ascensor Arrayán
El ascensor Arrayán fue uno de los ascensores de la ciudad de Valparaíso, Chile. Construido en 1905, dejó de operar en 1974, y conectaba la calle Almirante Riveros en el cerro Arrayán, con la calle Bustamante en el barrio Puerto.